# Veigné
Veigné é uma comuna francesa na região administrativa do Centro, no departamento Indre-et-Loire. Estende-se por uma área de 26,59 km². Em 2010 a comuna tinha 6 489 habitantes (densidade: 244 hab./km²).